# Футзал на летних юношеских Олимпийских играх 2018
Соревнования по футзалу на летних юношеских Олимпийских играх 2018 года пройдут с 7 по 18 октября на арене Tecnópolis в Буэнос-Айресе, столицы Аргентины. Будут разыграны 2 комплекта наград: у юношей и девушек. В соревнованиях, согласно правилам, смогут принять участие спортсмены рождённые с 1 января 2000 года по 31 декабря 2003 года.

## История
Футзал является дебютантом соревнований. С самых первых юношеских Олимпийских игр 2010 года в программу Игр входил большой футбол, но в Буэнос-Айресе принято решение провести турнир по футзалу.

## Квалификация
В общей сложности 20 команд будут участвовать у юношей и у девушек (по 10 сборных).
Каждый Национальный олимпийский комитет (НОК) ограничен участием в 1 командном виде спорта (футзал, пляжный гандбол, хоккей на траве и регби-семерки) для каждого пола, за исключением принимающей страны, которая может войти одной командой на спорт. Кроме того, в футзале каждый НОК может ввести максимум 1 команду из 10 спортсменов обоих полов. Для участия в Юношеских Олимпийских играх спортсмены должны родиться в период с 1 января 2000 года по 31 декабря 2003 года.
Как хозяева, Аргентина имеет право непосредственно квалифицировать 1 команду (мужчина или женщина по своему выбору, но не в двух) в связи с квотой CONMEBOL. Лучший рейтинг НОК в каждом из 6 континентальных квалификационных турниров получит также квотное место. 2 квоты на каждый пол дают АФК, УЕФА, КОНКАКАФ и КОНМЕБОЛ и 1 квоту на каждый пол дают CAF и OFC.
Если для конкретной Конфедерации нет квалификационного турнира или турнир не подтвержден до 31 декабря 2017 года, лучшим рейтингом в НОК от соответствующих Конфедерации будут результаты чемпионата мира по футзалу 2016 года.

### Участники соревнований среди юношей
| Турнир                                                                                        | Дата                        | Место проведения                  | Квота | Команда            |
| --------------------------------------------------------------------------------------------- | --------------------------- | --------------------------------- | ----- | ------------------ |
| Хозяин турнира                                                                                | -                           | -                                 | 1     | Аргентина          |
| Чемпионат мира по мини-футболу 2016 (CONCACAF)                                                | 10 сентября −1 октября 2016 | Колумбия                          | 2     | Коста-Рика Панама  |
| Чемпионат Азии по мини-футболу 2017 среди спортсменов не старше 20 лет                        | 16-26 мая 2017              | Таиланд                           | 2     | Иран Ирак          |
| Чемпионат Океании по мини-футболу 2017 среди юниоров                                          | 4-7 октября 2017            | Новая Зеландия                    | 1     | Соломоновы острова |
| Европейский Квалификационный турнир по мини-футболу к летним юношеским Олимпийским играм 2018 | 1-4 ноября 2017             | Сербия Словакия Хорватия Словения | 2     | Россия Словакия    |
| Чемпионат Южной Америки по мини-футболу 2018 среди игроков не старше 18 лет                   | 22-29 марта 2018            | Парагвай                          | 1     | Бразилия           |
| Африканский квалификационный турнир по мини-футболу к летним юношеским Олимпийским играм 2018 | 12 января — 29 апреля       | Различные                         | 1     | Египет             |
| Итог                                                                                          |                             |                                   | 10    |                    |

### Участники соревнований среди девушек
| Турнир                                                                                        | Дата              | Место проведения   | Квота | Команда                                    |
| --------------------------------------------------------------------------------------------- | ----------------- | ------------------ | ----- | ------------------------------------------ |
| Рейтинг сборных CONCACAF                                                                      | -                 | -                  | 2     | Тринидад и Тобаго Доминиканская республика |
| Чемпионат Азии по мини-футболу 2018 среди девушек                                             | 2-12 мая 2018     | Таиланд            | 2     | Япония Таиланд                             |
| Чемпионат Океании по мини-футболу 2017 среди юниоров                                          | 4-7 октября 2017  | Новая Зеландия     | 1     | Тонга                                      |
| Европейский Квалификационный турнир по мини-футболу к летним юношеским Олимпийским играм 2018 | 1-4 ноября 2017   | Испания Португалия | 2     | Испания Португалия                         |
| Кубок Америки по мини-футболу 2018 среди девушек                                              | 22-29 ноября 2017 | Уругвай            | 1     | Боливия Чили                               |
| Рейтинг африканских сборных по мини-футболу                                                   | -                 | -                  | 1     | Камерун                                    |
| Итог                                                                                          |                   |                    | 10    |                                            |

## Календарь
| ЦО | Церемония открытия | ● | Квалификации | 2 | Финалы соревнований | ЦЗ | Церемония закрытия |

| Октябрь | 06 Сб | 07 Вс | 08 Пн | 09 Вт | 10 Ср | 11 Чт | 12 Пт | 13 Сб | 14 Вс | 15 Пн | 16 Вт | 17 Ср | 18 Чт | Соревнования |
| ------- | ----- | ----- | ----- | ----- | ----- | ----- | ----- | ----- | ----- | ----- | ----- | ----- | ----- | ------------ |
| Футзал  | ●     | ●     | ●     | ●     | ●     | ●     | ●     | ●     |       | ●     |       | 1     | 1     | 2            |

## Медалисты
Сокращения: WYB — высшее мировое достижение среди юношей

## Медали
| Дисциплина | Золото     | Серебро | Бронза  |
| ---------- | ---------- | ------- | ------- |
| Юноши      | Бразилия   | Россия  | Египет  |
| Девушки    | Португалия | Япония  | Испания |